# بريت إنغلهارد
بريت إنغلهارد (بالإنجليزية: Brett Engelhardt)‏ هو لاعب هوكي جليد أمريكي، ولد في 12 أغسطس 1980 في شيبويغن في الولايات المتحدة.

## وصلات خارجية
- بريت إنغلهارد على موقع دوري الهوكي الوطني (الإنجليزية)
- بريت إنغلهارد على موقع EliteProspects.com (الإنجليزية)
- بريت إنغلهارد على موقع HockeyDB.com (الإنجليزية)